# Kurt Beck
Kurt Beck (Bad Bergzabern, 5 febbraio 1949) è un politico tedesco.
Beck è stato ministro presidente della Renania-Palatinato dal 1994 al 2013, ed è stato presidente del Bundesrat nel 2000-2001.
È stato presidente federale del Partito Socialdemocratico di Germania (SPD) dal 14 maggio 2006 al 7 settembre 2008, giorno delle sue dimissioni.